# Victor von Oertzen
Victor von Oertzen (* 27. März 1854 in Dorow; † 27. Dezember 1934 in Bäk) war ein preußischer Generalleutnant.

## Leben
Er entstammt dem alten mecklenburgischen Adelsgeschlecht Oertzen und war der älteste Sohn von Adolf von Oertzen (1825–1857), Herr auf Dorow, und dessen Ehefrau Anna, geborene Gräfin Reichenbach-Goschütz (1828–1904). Karl (1855–1907) und Eberhard (1856–1908) waren seine jüngeren Brüder. Nach dem frühen Tod des Vaters zog seine Mutter mit ihren drei kleinen Kindern wegen der Schule erst nach Treptow an der Rega, dann nach Frankfurt (Oder). Später besuchte er die Klosterschule Ilfeld.
Er heiratete am 28. Oktober 1878 in Paris Grace Hoffmann-Burnett (1860–1945), Tochter des amerikanischen Rauhreiter-Generals Henry Lawrence Burnett aus New York. Die Ehe blieb kinderlos.
Nach dem Besuch einer Kadettenanstalt trat Oertzen in das Hessische Leibdragoner-Regiment Nr. 24 in Darmstadt ein. Er war ein ausgezeichneter Reiter, der viele Rennen bestritt und Preise gewann. Als Rittmeister führte er eine Eskadron bei den Königshusaren in Bonn, war Major bei den Husaren in Schleswig, danach Oberst und Kommandeur des 2. Pommerschen Ulanen-Regiments Nr. 9 in Demmin. Am 19. Juni 1909 wurde Oertzen zum Kommandeur der 25. Kavallerie-Brigade (Großherzoglich Hessische) in Darmstadt ernannt und in dieser Stellung am 10. September 1910 zum Generalmajor befördert. 1912 musste er aus gesundheitlichen Gründen seinen Abschied nehmen.
Bei Beginn des Ersten Weltkriegs wurde Oertzen wiederverwendet und am 2. August 1914 zum Kommandeur der 33. Landwehr-Infanterie-Brigade ernannt, mit der er an der Schlacht bei Tannenberg. Dieses Kommando übergab er am 14. Oktober 1914 an seinen Nachfolger Albano von Jacobi.
Seinen Ruhestand verbrachte Oertzen auf einem kleinen landwirtschaftlichen Anwesen in Bäk bei Ratzeburg, wo er am 27. Dezember 1934 starb. Er wurde auf dem Familienfriedhof in Dorow beigesetzt.